# Tadeusz Bochenek
Tadeusz Józef Bochenek (ur. 22 sierpnia 1913 w Pietrzejowej, zm. 25 sierpnia 1993) – polski działacz państwowy i regionalny, wieloletni radny rad narodowych różnego szczebla, poseł na Sejm PRL VI kadencji (1972–1976). 

## Życiorys
Syn Józefa i Łucji. W Polsce przedwojennej ukończył szkołę średnią w Dębicy, po czym (od 1937) pracował w skarbowości w Rzeszowie i Tarnobrzegu. Po II wojnie światowej powrócił do pracy w „skarbówce” (m.in. w Jarosławie i Przeworsku). W latach 1950–1956 zasiadał w prezydium Powiatowej Rady Narodowej w Przeworsku. W 1956 uzyskał zatrudnienie w Wojewódzkiej Radzie Narodowej w Rzeszowie jako kierownik Wydziału Finansowego. 
Od połowy lat 60. związany z Oddziałem Wojewódzkim Państwowego Zakładu Ubezpieczeń w Rzeszowie, najpierw jako jego wicedyrektor (do 1971), później dyrektor. Był również zastępcą przewodniczącego Wojewódzkiej Rady Narodowej oraz Wojewódzkiego Komitetu Frontu Jedności Narodu. W 1972 uzyskał nominację Stronnictwa Demokratycznego, którego był działaczem od 1947 (pełnił m.in. obowiązki przewodniczącego Powiatowego Komitetu w Przeworsku i Wojewódzkiego Komitetu w Rzeszowie, a także członka Centralnego Komitetu i Centralnej Komisji Rewizyjnej), na posła do Sejm PRL VI kadencji w okręgu Krosno. Był członkiem Komisji Planu Gospodarczego, Budżetu i Finansów oraz wiceprzewodniczącym Komisji Komunikacji i Łączności. 
Po odejściu z parlamentu związany działalnością społeczną z Krosnem. W 1981 wszedł w skład Społeczny Komitet Modernizacji Budynku na Muzeum Rzemiosła w Krośnie, pomagał w gromadzeniu pamiątek, był również darczyńcą na rzecz Muzeum. 
Odznaczony m.in. Złotym i Srebrnym (1955) Krzyżem Zasługi oraz Krzyżem Kawalerskim i Oficerskim Orderu Odrodzenia Polski. W 1984 wyróżniony wpisem do „Księgi zasłużonych dla województwa rzeszowskiego”.
Pochowany na cmentarzu parafialnym w Witkowicach.